# Dracula får blod på tanden
 For alternative betydninger, se Dracula.
Dracula får blod på tanden er en britisk film fra 1970 instrueret af Peter Sasdy.

## Medvirkende
- Christopher Lee som Dracula
- Geoffrey Keen som William Hargood
- Gwen Watford som Martha Hargood
- Linda Hayden som Alice Hargood
- Peter Sallis som Samuel Paxton
- Anthony Higgins som Paul Paxton
- Isla Blair som Lucy Paxton
- John Carson som Jonathon Secker
- Martin Jarvis som Jeremy Secker
- Ralph Bates som Lord Courtley